# J/FPS-5
Le J/FPS-5 est un système radar tridimensionnel à balayage électronique de surveillance aérienne construit par Mitsubishi Electric pour fonctionner comme un radar d'avertissement et de suivi de missiles balistiques en service depuis 2006.

## Historique

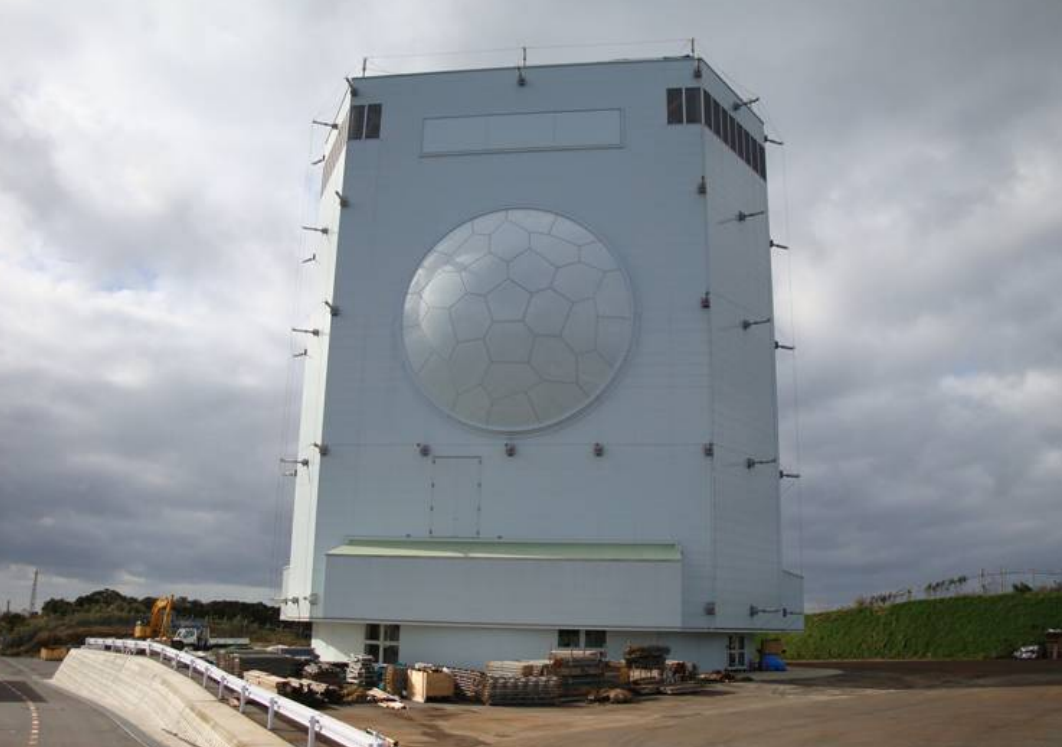
Le site radar de Shimokoshiki-jima en construction en novembre 2008.

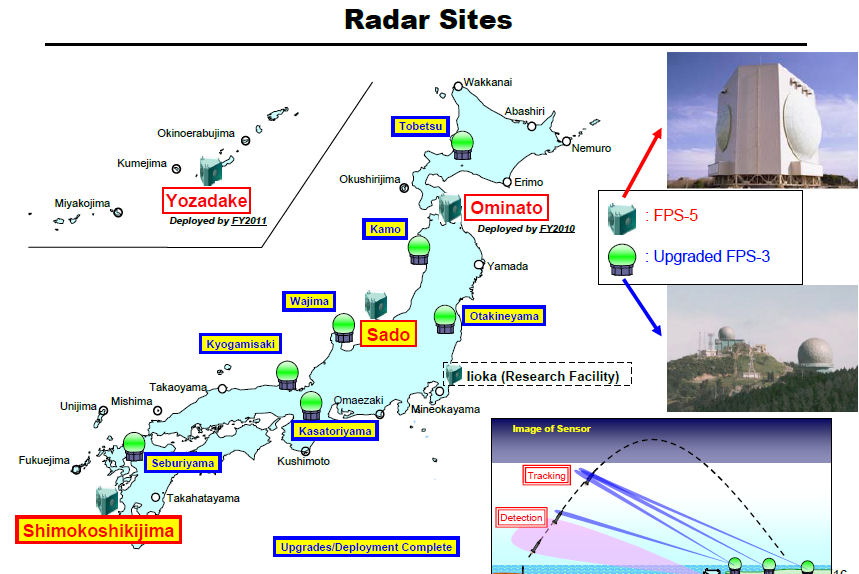
Carte des sites radars J/FPS-3 et J/FPS-5 en 2012.

L'Institut de recherche et développement technique (TRDI) de l'Agence de défense japonaise commence le développement de ce radar destiné à suivre les missiles balistiques et les avions à haute vitesse au tournant du XXIe S, le projet s’appelant alors  J/FPS-XX. La construction d'un prototype par le centre n° 2 du TRDI à Iioka, Chiba (en) dans la  Préfecture de Chiba a lieu entre 2000 et 2003. Il s'agit d'une grande structure triangulaire de 30 m de haut et 20 m de large utilisant un rail circulaire pour sa rotation.
Il est testé entre 2004 et 2005 par une équipe de 28 membres de la Force aérienne d'autodéfense japonaise. Il a pu suivre le tir d'essai d'un missile mer-sol balistique stratégique de la marine russe de la Mer d'Okhotsk en direction de la Mer de Barents en novembre 2005.
Le 31 août 2005, l'Agence de défense annonce la construction de quatre stations radars J/FPS-5 sur le site d'anciens radars J/FPS-2 pour 18,8 milliards de yens (environ 150 millions d'euros valeur 2020).
Le premier est construit à Shimokoshiki-jima (en), préfecture de Kagoshima, entre 2006 et novembre 2008. 
Les suivants sont à Sado (préfecture de Niigata), sur le mont Kamafuse-zan d'Ōminato (Préfecture d'Aomori) et Yozadake près de Itoman à Okinawa construit entre 2009 et février 2012.

## Compositions
L'antenne radar mesure 12 m de haut et 12 m de large
Il dispose de :
- Système de traitement d'antenne
- Dispositif de traitement du signal
- Dispositif de contrôle d'affichage

## Opérateurs
- Japon : Force aérienne d'autodéfense japonaise, en date de 2012, quatre mise en service entre 2008 et 2011 et un prototype;